# Пожевка (приток Чёрмоза)
Пожевка — река в России, протекает в Ильинском районе Пермского края. Устье реки находится в 2,8 км по левому берегу реки Чёрмоз. Длина реки составляет 16 км.
Исток реки в лесах Верхнекамской возвышенности на границе с Юсьвинским районом в 12 км к юго-западу от села Они. Исток лежит на водоразделе с бассейном Иньвы. Река течёт на юго-восток, верхнее и среднее течение проходят по ненаселённому лесному массиву, в низовьях на берегу реки стоит деревня Пожевка. Притоки — Пьянковская, Каяшорка, Малая Пожевка, Северная Пожевка (левые); Коряка, Южная Пожевка (правые). Впадает в Чёрмоз незадолго до его впадения в Чёрмозский залив Камского водохранилища. Ширина реки в нижнем течении около 10 метров, на последних километрах течения расширяется до 25 метров за счёт подпора водохранилища. Скорость течения в низовьях 0,2 м/с.

## Данные водного реестра
По данным государственного водного реестра России относится к Камскому бассейновому округу, водохозяйственный участок реки — Кама от города Березники до Камского гидроузла, без реки Косьва (от истока до Широковского гидроузла), Чусовая и Сылва, речной подбассейн реки — бассейны притоков Камы до впадения Белой. Речной бассейн реки — Кама.
По данным геоинформационной системы водохозяйственного районирования территории РФ, подготовленной Федеральным агентством водных ресурсов:
- Код водного объекта в государственном водном реестре — 10010100912111100009189
- Код по гидрологической изученности (ГИ) — 111100918
- Код бассейна — 10.01.01.009
- Номер тома по ГИ — 11
- Выпуск по ГИ — 1